# 簡立峰

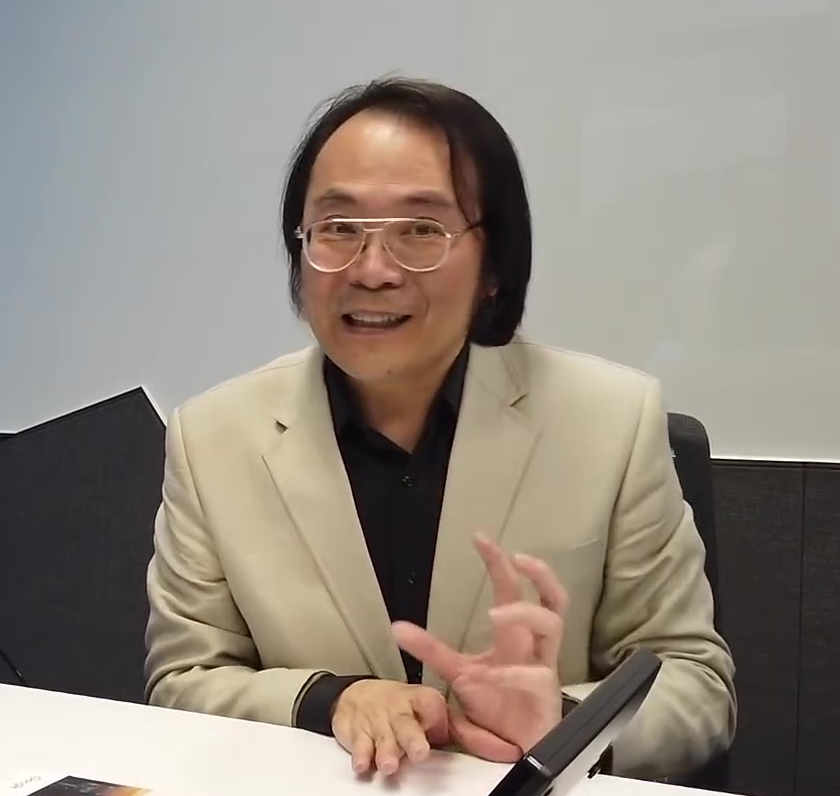
2019年4月17日，他正在與中華民國時任總統蔡英文等對談，於Google台灣區分公司位在台北101大樓之辦公室。

簡立峰（1963年—），是臺灣的計算機科學學者與企業家。他曾任中央研究院資訊科學研究所副所長、國立台灣大學教授、Google台灣區分公司總經理等職務。

## 生平概略
他曾先後就讀並畢業於於淡江大學電子計算機學系、國立臺灣大學資訊工程學研究所碩士班及博士班等；他在就讀於研究所期間，最初研究人工智慧、語音辨識等，後從事於中文檢索（全文檢索）領域，成為台灣地區資料搜索領域先驅研究者之一，並開發出「全國博碩士論文線上檢索查詢系統」。
博士班畢業後，他進入中央研究院任職，並曾任該研究機構資訊科學研究所副所長職務。後來，他也曾於微軟亞洲研究院擔任技術顧問職務。 2006年，Google於台灣設立分公司，他成為最初加入該分公司的人物之一，又曾擔任該分公司之總經理職務。 2020年1月31日，他正式自Google台灣分公司退休離職。在退休後，於2020年2月11日，簡立峰加入iKala、Appier擔任董事，並同時也擔任均一平台教育基金會董事。